# III liga opolska mężczyzn w siatkówce (2013/2014)
III liga opolska mężczyzn w siatkówce (2013/2014) – czwarta w hierarchii po PLS, I lidze i II lidze męskich ligowych rozgrywek siatkarskich w Polsce. Rywalizacja toczy się systemem ligowym wraz z play-offami, o awans do II ligi. W rozgrywkach bierze udział 12 zespołów podzielonych na dwie grupy: północną i południową z województwa opolskiego. Sezon ligowy rozpoczął się 19 października 2013 roku, a ostatnie mecze zostały rozegrane 18 marca 2014 roku. Za prowadzenie ligi odpowiada Opolski Związek Piłki Siatkowej.

## System rozgrywek
W III lidze opolskiej występuje 12 zespołów z województwa opolskiego, które zostały podzielone na dwie grupy: północną i południową. W każdej z grup zespoły rozegrają ze sobą dwie rundy (u siebie i na wyjeździe). Zespoły, które zajmą cztery pierwsze miejsca w każdej z grup zagrają w systemie play-off o miejsca 1-8. Natomiast zespoły, które zajmą w grupach miejsca 5 i 6 zagrają w systemie play-off o miejsca 9-12. Drużyny, które zajmą 1 i 2 miejsce po rundzie play-off uzyskują prawo gry w barażach o II ligę.

## Grupa północna - drużyny uczestniczące
| KLU | KKS Mickiewicz Kluczbork | 1 |
| OLE | OKS Olesno               | 3 |
| WOŁ | WKS Volley Wołczyn       | 4 |
| UOP | AZS UO Opole             | 5 |
| GOŚ | Piast Gorzów Śląski      | 6 |

| MOP | AZS PMWSZ Medyk Opole | OZPS |

## Grupa północna - rozgrywki

### Faza zasadnicza

#### Tabela
| 1 | OKS Olesno               | 10 | 26 | 29:11 | 946-809 |
| 2 | AZS UO Opole             | 10 | 21 | 25:13 | 876-787 |
| 3 | Piast Gorzów Śląski      | 10 | 15 | 22:21 | 956-975 |
| 4 | UKS Mickiewicz Kluczbork | 10 | 14 | 17:19 | 792-763 |
| 5 | WKS Volley Wołczyn       | 10 | 10 | 17:25 | 899-932 |
| 6 | AZS PMWSZ Medyk Opole    | 10 | 4  | 7:28  | 655-855 |

| Legenda:        |
| play-off (1-8)  |
| play-off (9-12) |

Aktualizacja do dnia 12 stycznia 2014
Źródło: Tabela III ligi opolskiej (2013/2014)
Punktacja: 3:0 i 3:1 – 3 pkt; 3:2 – 2 pkt; 2:3 – 1 pkt; 1:3 i 0:3 – 0 pkt
Zasady ustalania kolejności: 1. liczba punktów; 2. stosunek setów; 3. stosunek małych punktów; 4. bilans w bezpośrednich meczach

#### Miejsca po poszczególnych kolejkach
| Drużyna / Kolejka        |   |   |   |   |   |   |   |   |   |    |
| Drużyna / Kolejka        | 1 | 2 | 3 | 4 | 5 | 6 | 7 | 8 | 9 | 10 |
| ------------------------ | - | - | - | - | - | - | - | - | - | -- |
| OKS Olesno               | 3 | 2 | 2 | 2 | 1 | 1 | 2 | 2 | 1 | 1  |
| AZS UO Opole             | 2 | 1 | 1 | 1 | 2 | 2 | 1 | 1 | 2 | 2  |
| Piast Gorzów Śląski      | 4 | 3 | 3 | 3 | 4 | 4 | 4 | 4 | 4 | 3  |
| KKS Mickiewicz Kluczbork | 1 | 4 | 4 | 4 | 3 | 3 | 3 | 3 | 3 | 4  |
| WKS Volley Wołczyn       | 5 | 5 | 5 | 5 | 5 | 5 | 5 | 5 | 5 | 5  |
| AZS PMWSZ Medyk Opole    | 6 | 6 | 6 | 6 | 6 | 6 | 6 | 6 | 6 | 6  |

#### Tabela wyników
| Gospodarz \ Gość1        | MOP | UOP | OLE | GOŚ | KLU | WOŁ |
| ------------------------ | --- | --- | --- | --- | --- | --- |
| AZS PMWSZ Medyk Opole    | -   | 0:3 | 0:3 | 3:1 | 0:3 | 2:3 |
| AZS UO Opole             | 3:0 | -   | 1:3 | 2:3 | 3:0 | 3:0 |
| OKS Olesno               | 3:0 | 3:1 | -   | 3:2 | 3:0 | 3:1 |
| Piast Gorzów Śląski      | 3:1 | 1:3 | 2:3 | -   | 3:0 | 3:2 |
| KKS Mickiewicz Kluczbork | 3:0 | 2:3 | 1:3 | 3:1 | -   | 2:3 |
| WKS Volley Wołczyn       | 3:1 | 1:3 | 3:2 | 1:3 | 0:3 | -   |

Aktualizacja do dnia 12 stycznia 2014
Źródło: Wyniki III ligi opolskiej, grupa północna (2013/2014)
1 Drużyna gospodarzy jest wymieniona po lewej stronie tabeli.
Kolory:
  zwycięstwo gospodarzy 3:0 lub 3:1
  zwycięstwo gospodarzy 3:2
  zwycięstwo gości 3:0 lub 3:1
  zwycięstwo gości 3:2

#### Wyniki spotkań
| 19.10.2013 | OKS Olesno               | 3:2 | Piast Gorzów Śląski   | 25:16, 26:28, 22:25, 25:19, 15:6 |
| 19.10.2013 | WKS Volley Wołczyn       | 1:3 | AZS UO Opole          | 19:25, 22:25, 25:22, 17:25       |
| 19.10.2013 | UKS Mickiewicz Kluczbork | 3:0 | AZS PMWSZ Medyk Opole | 25:13, 25:12, 25:21              |

| 26.10.2013 | Piast Gorzów Śląski | 3:1 | AZS PMWSZ Medyk Opole    | 25:23, 25:17, 23:25, 25:18 |
| 26.10.2013 | AZS UO Opole        | 3:0 | UKS Mickiewicz Kluczbork | 25:20, 25:14, 25:20        |
| 26.10.2013 | OKS Olesno          | 3:1 | WKS Volley Wołczyn       | 25:16, 21:25, 26:24, 25;22 |

| 09.11.2013 | UKS Volley Wołczyn       | 1:3 | Piast Gorzów Śląski | 20:25, 26:24, 22:25, 23:25 |
| 09.11.2013 | UKS Mickiewicz Kluczbork | 1:3 | OKS Olesno          | 25:23, 21:25, 20:25, 20:25 |
| 09.11.2013 | AZS PMWSZ Medyk Opole    | 0:3 | AZS UO Opole        | 17:25, 17:25, 23:25        |

| 16.11.2013 | Piast Gorzów Śląski | 1:3 | AZS UO Opole             | 25:19, 26:28, 15:25, 16:25 |
| 16.11.2013 | OKS Olesno          | 3:0 | AZS PMWSZ Medyk Opole    | 25:16, 25:12, 25:10        |
| 16.11.2013 | WKS Volley Wołczyn  | 0:3 | UKS Mickiewicz Kluczbork | 20:25, 21:25, 20:25        |

| 24.11.2013 | UKS Mickiewicz Kluczbork | 3:1 | Piast Gorzów Śląski | 24:26, 28:26, 25:19, 25:21       |
| 24.11.2013 | AZS PMWSZ Medyk Opole    | 2:3 | WKS Volley Wołczyn  | 25:22, 19:25, 22:25, 31:29, 8:15 |
| 24.11.2013 | AZS UO Opole             | 1:3 | OKS Olesno          | 30:28, 15:25, 22:25, 21:25       |

| 30.11.2013 | Piast Gorzów Śląski   | 2:3 | OKS Olesno               | 25:20, 22:25, 25:21, 21:25, 15:17 |
| 30.11.2013 | AZS UO Opole          | 3:0 | WKS Volley Wołczyn       | 25:17, 25:18, 25:16               |
| 30.11.2013 | AZS PMWSZ Medyk Opole | 0:3 | UKS Mickiewicz Kluczbork | 16:25, 17:25, 14:25               |

| 07.12.2013 | AZS PMWSZ Medyk Opole    | 3:1 | Piast Gorzów Śląski | 25:23, 21:25, 29:27, 25:15        |
| 07.12.2013 | UKS Mickiewicz Kluczbork | 2:3 | AZS UO Opole        | 25:15, 18:25, 25:20, 19:25, 13:15 |
| 07.12.2013 | WKS Volley Wołczyn       | 3:2 | OKS Olesno          | 24:26, 23:25, 25:19, 25:20, 15:9  |

| 14.12.2013 | Piast Gorzów Śląski | 3:2 | WKS Volley Wołczyn       | 26:24, 25:21, 22:25, 17:25, 15:11 |
| 14.12.2013 | OKS Olesno          | 3:0 | UKS Mickiewicz Kluczbork | 25:16, 25:18, 28:26               |
| 14.12.2013 | AZS UO Opole        | 3:0 | AZS PMWSZ Medyk Opole    | 25:12, 25:17, 25:18               |

| 04.01.2014 | AZS UO Opole             | 2:3 | Piast Gorzów Śląski | 17:25, 31:29, 26:28, 26:16, 13:15 |
| 04.01.2014 | AZS PMWSZ Medyk Opole    | 0:3 | OKS Olesno          | 14:25, 20:25, 21:25               |
| 04.01.2014 | UKS Mickiewicz Kluczbork | 2:3 | WKS Volley Wołczyn  | 25:18, 23:25, 25:18, 21:25, 9:15  |

| 11.01.2014 | Piast Gorzów Śląski | 3:0 | UKS Mickiewicz Kluczbork | 25:23, 25:18, 25:21        |
| 11.01.2014 | WKS Volley Wołczyn  | 3:1 | AZS PMWSZ Medyk Opole    | 25:18, 26:28, 25:14, 25:17 |
| 11.01.2014 | OKS Olesno          | 3:1 | AZS UO Opole             | 21:25, 26:24, 25:17, 25:15 |

## Grupa południowa - drużyny uczestniczące
| GŁU | LKS Miraż Głubczyce      | 2 |
| ZDZ | LUKS Azymek Zdzieszowice | 3 |
| GŁO | SPS Głogówek             | 5 |
| PRU | SPS Ro-Nat GSM Prudnik   | 6 |
| NYS | SKS Mechanik Nysa        | 7 |
| OTM | KS Siatkarz Otmuchów     | 8 |

## Grupa południowa - rozgrywki

### Faza zasadnicza

#### Tabela
| 1 | LUKS Azymek Zdzieszowice | 10 | 24 | 29:14 | 962-860 |
| 2 | SPS Głogówek             | 10 | 20 | 23:13 | 842-797 |
| 3 | SKS Mechanik Nysa        | 10 | 19 | 25:17 | 919-872 |
| 4 | LKS Miraż Głubczyce      | 10 | 12 | 16:22 | 795-846 |
| 5 | SPS Ro-Nat GSM Prudnik   | 10 | 8  | 12:25 | 767-826 |
| 6 | KS Siatkarz Otmuchów     | 10 | 7  | 12:26 | 801-885 |

| Legenda:        |
| play-off (1-8)  |
| play-off (9-12) |

Aktualizacja do dnia 12 stycznia 2014
Źródło: Tabela III ligi opolskiej (2013/2014)
Punktacja: 3:0 i 3:1 – 3 pkt; 3:2 – 2 pkt; 2:3 – 1 pkt; 1:3 i 0:3 – 0 pkt
Zasady ustalania kolejności: 1. liczba punktów; 2. stosunek setów; 3. stosunek małych punktów; 4. bilans w bezpośrednich meczach

#### Miejsca po poszczególnych kolejkach
| Drużyna / Kolejka        |   |   |   |   |   |   |   |   |   |    |
| Drużyna / Kolejka        | 1 | 2 | 3 | 4 | 5 | 6 | 7 | 8 | 9 | 10 |
| ------------------------ | - | - | - | - | - | - | - | - | - | -- |
| LUKS Azymek Zdzieszowice | 3 | 1 | 1 | 1 | 1 | 1 | 1 | 1 | 1 | 1  |
| SPS Głogówek             | 1 | 2 | 2 | 4 | 2 | 3 | 3 | 3 | 2 | 2  |
| SKS Mechanik Nysa        | 5 | 5 | 4 | 3 | 4 | 2 | 2 | 2 | 3 | 3  |
| LKS Miraż Głubczyce      | 6 | 6 | 5 | 6 | 6 | 6 | 6 | 6 | 4 | 4  |
| SPS Ro-Nat GSM Prudnik   | 4 | 3 | 3 | 2 | 3 | 4 | 4 | 5 | 6 | 5  |
| KS Siatkarz Otmuchów     | 2 | 4 | 6 | 5 | 5 | 5 | 5 | 4 | 5 | 6  |

#### Tabela wyników
| Gospodarz \ Gość1        | OTM | GŁU | ZDZ | NYS | GŁO | PRU |
| ------------------------ | --- | --- | --- | --- | --- | --- |
| KS Siatkarz Otmuchów     | -   | 1:3 | 2:3 | 0:3 | 0:3 | 3:1 |
| LKS Miraż Głubczyce      | 3:1 | -   | 1:3 | 2:3 | 0:3 | 3:0 |
| LUKS Azymek Zdzieszowice | 3:0 | 2:3 | -   | 3:2 | 3:1 | 3:2 |
| SKS Mechanik Nysa        | 1:3 | 3:1 | 2:3 | -   | 2:3 | 3:0 |
| SPS Głogówek             | 3:1 | 3:0 | 1:3 | 0:3 | -   | 3:1 |
| SPS Ro-Nat GSM Prudnik   | 3:1 | 3:0 | 0:3 | 2:3 | 0:3 | -   |

Aktualizacja do dnia 12 stycznia 2014
Źródło: Wyniki III ligi opolskiej, grupa południowa (2013/2014)
1 Drużyna gospodarzy jest wymieniona po lewej stronie tabeli.
Kolory:
  zwycięstwo gospodarzy 3:0 lub 3:1
  zwycięstwo gospodarzy 3:2
  zwycięstwo gości 3:0 lub 3:1
  zwycięstwo gości 3:2

#### Wyniki spotkań
| 19.10.2013 | LUKS Azymek Zdzieszowice | 3:2 | SPS Ro-Nat GSM Prudnik | 25:23, 21:25, 22:25, 25:16, 15:6 |
| 19.10.2013 | SPS Głogówek             | 3:0 | LKS Miraż Głubczyce    | 25:16, 25:19, 25:21              |
| 19.10.2013 | SKS Mechanik Nysa        | 1:3 | KS Siatkarz Otmuchów   | 28:30, 25:18, 23:25, 22:25       |

| 26.10.2013 | SPS Ro-Nat GSM Prudnik   | 3:1 | KS Siatkarz Otmuchów | 22:25, 25:20, 25:14, 25:20        |
| 26.10.2013 | LKS Miraż Głubczyce      | 2:3 | SKS Mechanik Nysa    | 20:25, 23:25, 25:21, 25:19, 13:15 |
| 26.10.2013 | LUKS Azymek Zdzieszowice | 3:1 | SPS Głogówek         | 14:25, 25:23, 25:17, 27:25        |

| 09.11.2013 | SPS Głogówek         | 3:1 | SPS Ro-Nat GSM Prudnik   | 25:21, 26:24, 20:25, 25:19       |
| 09.11.2013 | SKS Mechanik Nysa    | 2:3 | LUKS Azymek Zdzieszowice | 17:25, 25:23, 25:22, 21:25, 9:15 |
| 09.11.2013 | KS Siatkarz Otmuchów | 1:3 | LKS Miraż Głubczyce      | 20:25, 17:25, 25:18, 22:25       |

| 16.11.2013 | SPS Ro-Nat GSM Prudnik | 3:0 | LKS Miraż Głubczyce      | 25:22, 25:16, 25:12               |
| 16.11.2013 | KS Siatkarz Otmuchów   | 2:3 | LUKS Azymek Zdzieszowice | 25:23, 22:25, 25:16, 21:25, 12:15 |
| 16.11.2013 | SPS Głogówek           | 0:3 | SKS Mechanik Nysa        | 22:25, 20:25, 20:25               |

| 24.11.2013 | SKS Mechanik Nysa    | 3:0 | SPS Ro-Nat GSM Prudnik   | 25:22, 25:9, 25:18         |
| 24.11.2013 | KS Siatkarz Otmuchów | 0:3 | SPS Głogówek             | 23:25, 20:25, 20:25        |
| 24.11.2013 | LKS Miraż Głubczyce  | 1:3 | LUKS Azymek Zdzieszowice | 18:25, 27:25, 13:25, 18:25 |

| 30.11.2013 | SPS Ro-Nat GSM Prudnik | 0:3 | LUKS Azymek Zdzieszowice | 25:27, 12:25, 23:25 |
| 30.11.2013 | LKS Miraż Głubczyce    | 0:3 | SPS Głogówek             | 22:25, 24:26, 21:25 |
| 30.11.2013 | KS Siatkarz Otmuchów   | 0:3 | SKS Mechanik Nysa        | 16:25, 21:25, 20:25 |

| 07.12.2013 | KS Siatkarz Otmuchów | 3:1 | SPS Ro-Nat GSM Prudnik   | 25:20, 25:18, 24:26, 25:23 |
| 07.12.2013 | SKS Mechanik Nysa    | 3:1 | LKS Miraż Głubczyce      | 22:25, 25:19, 25:17, 25:19 |
| 07.12.2013 | SPS Głogówek         | 1:3 | LUKS Azymek Zdzieszowice | 18:25, 26:24, 18:25, 23:25 |

| 14.12.2013 | SPS Ro-Nat GSM Prudnik   | 0:3 | SPS Głogówek         | 21:25, 24:26, 20:25               |
| 14.12.2013 | LUKS Azymek Zdzieszowice | 3:2 | SKS Mechanik Nysa    | 13:25, 24:26, 25:21, 25:18, 15:11 |
| 14.12.2013 | LKS Miraż Głubczyce      | 3:1 | KS Siatkarz Otmuchów | 10:25, 25:22, 25:20, 25:18        |

| 04.01.2014 | LKS Miraż Głubczyce      | 3:0 | SPS Ro-Nat GSM Prudnik | 25:12, 25:19, 25:22               |
| 04.01.2014 | LUKS Azymek Zdzieszowice | 3:0 | KS Siatkarz Otmuchów   | 25:13, 25:15, 25:16               |
| 04.01.2014 | SKS Mechanik Nysa        | 2:3 | SPS Głogówek           | 26:24, 25:21, 24:26, 19:25, 11:15 |

| 11.01.2014 | SPS Ro-Nat GSM Prudnik   | 2:3 | SKS Mechanik Nysa    | 19:25, 25:13, 25:13, 20:25, 8:15 |
| 11.01.2014 | SPS Głogówek             | 3:1 | KS Siatkarz Otmuchów | 25:21, 25:20, 21:25, 25:21       |
| 11.01.2014 | LUKS Azymek Zdzieszowice | 2:3 | LKS Miraż Głubczyce  | 25:22, 19:25, 25:20, 18:25, 9:15 |

Źródło: Wyniki III ligi opolskiej (2013/2014)

## Play-off
W każdej z grup zespoły rozegrają  ze sobą dwie rundy (u siebie i na wyjeździe). Zespoły, które zajmą cztery pierwsze miejsca w każdej z grup zagrają w systemie Play-off o miejsca 1-8, zespoły, które zajmą miejsca piąte i szóste w grupach zagrają w systemie Play-off o miejsca 9-12. Zespoły, które zajmą I i II miejsce po rundzie Play-off uzyskują prawo gry o II ligę.
O zwycięstwie decyduje kolejno:
- liczba zdobytych punktów,
- większy stosunek setów,
- większy stosunek „małych” punktów.

Jeżeli zdobyte punkty, stosunek setów i "małych" punktów obu zespołów są jednakowe, to rozgrywany jest tzw. "złoty set".
"Złoty set" rozgrywany jest 15 minut po zakończeniu drugiego spotkania, na tym samym boisku, na zasadach obowiązujących w secie decydującym (tie-break’u).
Finał drużyny rozegrają do dwóch wygranych meczów. Gospodarzem pierwszego mecz będzie zespół, który zajmie wyższe miejsce w swojej grupie w rundzie zasadniczej. W przypadku gdy w finale spotkają się zespoły, które zajmą takie same miejsca w grupach zdecyduje kolejno (ilość zdobytych punktów, większy stosunek setów, większy stosunek "małych" punktów).

### Ply-off - Półfinał (o miejsca 1-8)
| Data       | Drużyna 1                | Wynik | Drużyna 2                | Sety                           |
| ---------- | ------------------------ | ----- | ------------------------ | ------------------------------ |
| 19.01.2014 | OKS Olesno               | 3:0   | LKS Miraż Głubczyce      | 25:15. 25:15,25:16             |
| 18.01.2014 | UKS Mickiewicz Kluczbork | 3:0   | LUKS Azymek Zdzieszowice | 25:21. 25:22,25:20             |
| 18.01.2014 | SPS Głogówek             | 0:3   | Piast Gorzów Śląski      | 14:25,19:25,21:25              |
| 18.01.2014 | AZS UO Opole             | 3:0   | SKS Mechanik Nysa        | 25:21, 25:18,25:18             |
|            |                          |       |                          |                                |
| 25.01.2014 | LKS Miraż Głubczyce      | 0:3   | OKS Olesno               | 19:25, 23:25, 8:25 [1]         |
| 25.01.2014 | LUKS Azymek Zdzieszowice | 3:1   | UKS Mickiewicz Kluczbork | 25:23, 20:25, 25:18, 25:18 [1] |
| 25.01.2014 | Piast Gorzów Śląski      | 3:1   | SPS Głogówek             | 25:17, 23:25, 25:20, 25:19 [1] |
| 25.01.2014 | SKS Mechanik Nysa        | 0:3   | AZS UO Opole             | 22:25, 20:25, 23:25 [1]        |

1Awans LMKS Piast Iskra PIMAT Gorzów Śląski, Team OKS COCON Olesno, UKS Mickiewicz Kluczbork, AZS UO Opole.

### Play-off - Półfinał (o miejsca 1-4)
| Data       | Drużyna 1                | Wynik | Drużyna 2                | Sety                       |
| ---------- | ------------------------ | ----- | ------------------------ | -------------------------- |
| 01.02.2014 | OKS Olesno               | 3:1   | Piast Gorzów Śląski      | 22:25, 25:20, 25:20, 25:20 |
| 02.02.2014 | UKS Mickiewicz Kluczbork | 3:0   | AZS UO Opole             | 25:18, 25:23, 25:17        |
|            |                          |       |                          |                            |
| 08.02.2014 | Piast Gorzów Śląski      | 3:0   | OKS Olesno               | 25:20, 25:22, 25:21 [1]    |
| 08.02.2014 | AZS UO Opole             | 3:0   | UKS Mickiewicz Kluczbork | 25:17, 26:24, 25:21 [2]    |

1Awans LMKS Piast Iskra PIMAT Gorzów Śląski do finału rozgrywek dzięki lepszemu stosunkowi setów, Team OKS COCON Olesno zagra o 3 miejsce.

2Awans UKS MICKIEWICZ Kluczbork do finału rozgrywek dzięki lepszemu bilansowi małych punktów, AZS UO Opole zagra o 3 miejsce.

### Ply-off - Półfinał (o miejsca 5-8)
| Data       | Drużyna 1                | Wynik | Drużyna 2                | Sety                                 |
| ---------- | ------------------------ | ----- | ------------------------ | ------------------------------------ |
| 01.02.2014 | LUKS Azymek Zdzieszowice | 1:3   | SKS Mechanik Nysa        | 15:25, 20:25, 25:23, 17:25           |
| 01.02.2014 | LKS Miraż Głubczyce      | 3:0   | SPS Głogówek             | 25:20, 25:21, 25:18                  |
|            |                          |       |                          |                                      |
| 08.02.2014 | SKS Mechanik Nysa        | 2:3   | LUKS Azymek Zdzieszowice | 20:25, 25:22, 21:25, 25:23, 4:15 [1] |
| 08.02.2014 | SPS Głogówek             | 3:0   | LKS Miraż Głubczyce      | 25:23, 25:21, 25:21 [2]              |

1Awans SKS Mechanik Nysa dzięki lepszemu bilansowi punktów, SKS Mechanik Nysa zagra o 5 miejsce, LUKS Azymek Zdzieszowice zagra o 7 miejsce.

2Awans LKS Miraż Głubczyce dzięki lepszemu bilansowi małych punktów, LKS Miraż Głubczyce zagra o 5 miejsce, SPS Głogówek zagra o 7 miejsce.

### Ply-off (o miejsca 9-12)
| Data       | Drużyna 1              | Wynik | Drużyna 2              | Sety                                  |
| ---------- | ---------------------- | ----- | ---------------------- | ------------------------------------- |
| 01.02.2014 | WKS Volley Wołczyn     | 3:0   | KS Siatkarz Otmuchów   | 25:14, 25:19, 29:27                   |
| 02.02.2014 | SPS Ro-Nat GSM Prudnik | 3:1   | AZS PMWSZ Medyk Opole  | 16:25, 25:16, 25:18, 25:20            |
|            |                        |       |                        |                                       |
| 08.02.2014 | KS Siatkarz Otmuchów   | 3:2   | WKS Volley Wołczyn     | 25:23, 19:25, 25:18, 16:25, 17:15 [1] |
| 08.02.2014 | AZS PMWSZ Medyk Opole  | 2:3   | SPS Ro-Nat GSM Prudnik | 23:25, 19:25, 25:23, 25:20, 10:15 [2] |

1Awans WKS Volley Wołczyn dzięki lepszemu bilansowi punktów, WKS Volley Wołczyn zagra o miejsce 9, KS Siatkarz Otmuchów zagra o miejsce 11.

2Drużyna SPS Ro-Nat GSM Prudnik zagra o miejsce 9, drużyna AZS PMWSZ Medyk Opole zagra o miejsce 11.

### Finał
| 08.03.2014 | Piast Gorzów Śląski      | 3:1 | UKS Mickiewicz Kluczbork | 21:25, 25:22, 25:20, 25:14     |  |  |  |  |  |
| 18.03.2014 | UKS Mickiewicz Kluczbork | 1:3 | Piast Gorzów Śląski      | 25:27, 23:25, 25:18, 22:25 [1] |  |  |  |  |  |

1Piast Gorzów Śląski zajął I miejsce, a UKS Mickiewicz Kluczbork zajął II miejsce w III lidze opolskiej mężczyzn w siatkówce w sezonie 2013/2014.

### Mecze o 3 miejsce
| 08.03.2014 | AZS UO Opole          | 0:3 | Team OKS COCON Olesno | 20:25, 17:25, 23:25     |  |  |  |  |  |
| 18.03.2014 | Team OKS COCON Olesno | 3:0 | AZS UO Opole          | 25:23, 25:17, 25:22 [1] |  |  |  |  |  |

1Team OKS COCON Olesno zajął III miejsce, a AZS UO Opole zajął IV miejsce w III lidze opolskiej mężczyzn w siatkówce w sezonie 2013/2014.

### Mecze o 5 miejsce
| 08.03.2014 | LKS Miraż Głubczyce | 3:1 | SKS Mechanik Nysa   | 25:14, 25:20, 27:29, 25:10 |  |  |  |  |  |
| 15.03.2014 | SKS Mechanik Nysa   | 0:3 | LKS Miraż Głubczyce | 20:25, 22:25, 18:25 [1]    |  |  |  |  |  |

1LKS Miraż Głubczyce zajął V miejsce, a SKS Mechanik Nysa zajął VI miejsce w III lidze opolskiej mężczyzn w siatkówce w sezonie 2013/2014.

### Mecze o 7 miejsce
| 08.03.2014 | LUKS Azymek Zdzieszowice | 3:0 | SPS Głogówek             | 25:12, 25:16, 25:17                   |  |  |  |  |  |
| 15.03.2014 | SPS Głogówek             | 3:2 | LUKS Azymek Zdzieszowice | 25:22, 15:25, 25:16, 13:25, 15:13 [1] |  |  |  |  |  |

1LUKS Azymek Zdzieszowice zajął VII miejsce, a SPS Głogówek zajął VIII miejsce w III lidze opolskiej mężczyzn w siatkówce w sezonie 2013/2014.

### Mecze o 9 miejsce
| 01.03.2014 | WKS Volley Wołczyn     | 3:0 | SPS Ro-Nat GSM Prudnik | 25:19, 28:26, 25:19                 |  |  |  |  |  |
| 08.03.2014 | SPS Ro-Nat GSM Prudnik | 3:2 | WKS Volley Wołczyn     | 25:20, 20:25, 23:25, 25:22, 15:7[1] |  |  |  |  |  |

1WKS Volley Wołczyn zajął IX miejsce, a SPS Ro-Nat GSM Prudnik w III lidze opolskiej mężczyzn w siatkówce w sezonie 2013/2014.

### Mecze o 11 miejsce
| 08.03.2014 | KS Siatkarz Otmuchów  | 1:3 | AZS PMWSZ Medyk Opole | 24:26, 25:16, 14:25, 23:25 |  |  |  |  |  |
| 15.03.2014 | AZS PMWSZ Medyk Opole | 3:0 | KS Siatkarz Otmuchów  | 25:18, 25:23, 25:20 [1]    |  |  |  |  |  |

1AZS PMWSZ Medyk Opole zajął XI miejsce, a KS Siatkarz Otmuchów zajął XII miejsce w III lidze opolskiej mężczyzn w siatkówce w sezonie 2013/2014.

## Tabela końcowa
• Do półfinałowego turnieju barażowego o awans do II ligi siatkówki mężczyzn zakwalifikowały się Piast Gorzów Śląski i UKS Mickiewicz Kluczbork.